# Núcleo rubro

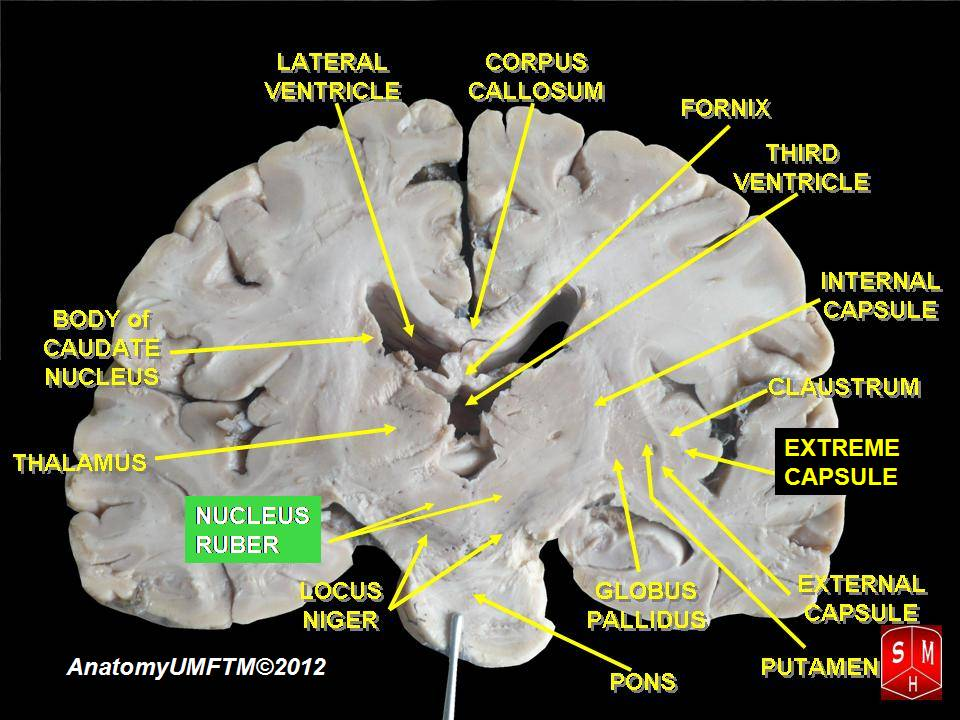
Corte coronal do encéfalo

O núcleo rubro localiza-se superiormente à decussação dos pedúnculos cerebelares superiores e posteriormente à substância negra no mesencéfalo.
Apresenta duas porções:
- Porção caudal ou magnocelular – constituída por células maiores. Nos humanos esta porção está muito reduzida e vai dar origem às fibras rubroespinhais, sendo parte de um sistema alternativo de motricidade.
- Porção rostral ou parvocelular – constituídas por células menores. Constitui a maior parte do núcleo rubro e vai ter conexões com o núcleo olivar inferior, o cerebelo e aferências corticais. Relacionada com a aprendizagem de certos padrões complexos de motricidade.